# Sonnhofen
Sonnhofen ist eine ehemalige Gemeinde mit 932 Einwohnern (Stand: 1. Jänner 2022) in der Oststeiermark im Gerichtsbezirk Fürstenfeld und im politischen Bezirk Hartberg-Fürstenfeld. Im Rahmen der steiermärkischen Gemeindestrukturreform wurde die Gemeinde ab 1. Jänner 2015 mit den Gemeinden Rabenwald, Saifen-Boden und Schönegg bei Pöllau bei der Gemeinde Pöllau eingemeindet.
Grundlage dafür war das Steiermärkische Gemeindestrukturreformgesetz – StGsrG.

## Geografie

### Geografische Lage
Sonnhofen liegt im Norden des Naturparks Pöllauer Tal ca. 15 km nordwestlich der Bezirkshauptstadt Hartberg und ca. 35 km nordöstlich der Landeshauptstadt Graz. Die Gemeinde gehört zum Joglland, das einen Teil des Randgebirges östlich der Mur bildet. Die Gemeinde wird von zahlreichen Zuflüssen der Pöllauer Safen entwässert, deren wichtigste der Prätisbach im Osten und der Köppelreithbach im Westen der Gemeinde sind.
Da Sonnhofen im weit verzweigten Talschluss liegt, ist die Gemeinde im Norden von zahlreichen Gipfeln umgeben. Die höchsten sind hier (im Uhrzeigersinn von West nach Ost) die Wolfgrube (966 m), das Wachholz (1030 m), der Filzmoosberg (1085 m) und das Hintereck (1081 m), das mit Schiliften erschlossen ist. Im Süden ragt der Sternbauerkogel (707 m) heraus.

### Gemeindegliederung
Die Gemeinde Sonnhofen setzte sich aus zwei Katastralgemeinden (KG) bzw. gleichnamigen Ortschaften zusammen:
- die KG Köppelreith (396 Ew., 888,39 ha) bildet den westlichen Teil der Gemeinde
- die KG Prätis (536 Ew., 1.240,32 ha) den östlichen Teil.

Neben zahlreichen Einzellagen ist die Köppelreithsiedlung ein Ortsteil von Köppelreith, Ortsteile von Prätis sind Baumgart, Klauber, Krughöf, Oberprätis, Siedlung Prätis, Stadt, Straßhöf und Unterprätis.
Stand: Einwohner 1. Jänner 2022; Fläche 31. Dezember 2018

## Geschichte

### Bevölkerungsentwicklung der ehemaligen Gemeinde
| Jahr      | 1869 | 1880 | 1890  | 1900  | 1910  | 1923  | 1934  | 1939  |
| --------- | ---- | ---- | ----- | ----- | ----- | ----- | ----- | ----- |
| Einwohner | 946  | 920  | 925   | 874   | 943   | 948   | 1.055 | 1.044 |
| Jahr      | 1951 | 1961 | 1971  | 1981  | 1991  | 2001  | 2011  | 2014  |
| Einwohner | 958  | 995  | 1.086 | 1.105 | 1.071 | 1.051 | 1.036 | 1.026 |

Quelle: Statistik Austria

## Politik

### Gemeinderat
Die letzten Gemeinderatswahlen brachten die folgenden Ergebnisse:
| Partei          | 2005 | 2005 | 2005 | 2000 | 2000 | 2000 | 1995 | 1995 | 1995 | 1990 | 1990 | 1990 |
| Partei          | St.  | %    | M.   | St.  | %    | M.   | St.  | %    | M.   | St.  | %    | M.   |
| --------------- | ---- | ---- | ---- | ---- | ---- | ---- | ---- | ---- | ---- | ---- | ---- | ---- |
| ÖVP             | 411  | 55   | 9    | 514  | 73   | 11   | 448  | 63   | 10   | 502  | 72   | 11   |
| SPÖ             | 299  | 40   | 6    | 144  | 20   | 3    | 178  | 25   | 4    | 191  | 28   | 4    |
| FPÖ             | 38   | 5    | 0    | 47   | 7    | 1    | 84   | 12   | 1    |      |      |      |
| Wahlbeteiligung | 89 % | 89 % | 89 % | 89 % | 89 % | 89 % | 91 % | 91 % | 91 % | 93 % | 93 % | 93 % |

### Bürgermeister
Gottfried Arzt (ÖVP) blieb nach der letzten Gemeinderatswahl im Jahr 2005 trotz großer Stimmverluste seiner Partei Bürgermeister. Seit dem Frühjahr 2008 war Franz Kernbichler (ÖVP) Bürgermeister bis Ende 2014.

### Wappen
Wappenbeschreibung:
„Ein Schild von Blau und Rot im Schildfuß durch eine goldene Strahlensonne geteilt, diese von drei goldenen Nußblättern überhöht.“
Die Verleihung des Gemeindewappens erfolgte mit Wirkung vom 25. Juni 1999.

### Regionalpolitik
Sonnhofen ist Mitglied im Gemeindeverband Naturpark Pöllauer Tal, und mit diesem in der LEADER-Region Oststeirisches Kernland. 7. Dez. 2010 wurde Naturpark Pöllauer Tal auch als Regionext-Kleinregion konstituiert. Anlässlich der Gemeindestrukturreform der Steiermark 2010–2015 wird Sonnhofen vermutlich mit allen 4 anderen Gemeinden der Kleinregion fusionieren.

## Wirtschaft und Infrastruktur

### Verkehr
Sonnhofen liegt abseits der großen Hauptverkehrsstraßen an der Schloffereckstraße L 406, die Pöllau mit der Vorauerstraße L 405 verbindet, die ihrerseits von Vorau nach Birkfeld führt. Hier wird die Weizer Straße B 72 erreicht. Von den Autobahnen ist Sonnhofen relativ weit entfernt, zur nächstgelegenen Anschlussstelle Hartberg (115) der Süd Autobahn A 2 sind es ca. 25 km.
In Sonnhofen und Umgebung befindet sich kein Bahnhof.

## Kultur und Sehenswürdigkeiten

### Museen
Das Volkskundliche Museum Sonnhofen bietet einen Einblick in „Großmutters Zeiten“. Es wurde im Jahr 1990 vom pensionierten Speditionsunternehmer Johann Krogger in den nicht mehr benötigten Garagen gegründet und umfasst zahlreiche historische und volkskundliche Objekte, die Krogger in den zurückliegenden 40 Jahren gesammelt hat.

### Sport
Sonnhofen hat einen Fußball- und einen Tennisplatz. Außerdem befindet sich hier eine der modernsten Bowlinganlagen der Steiermark.